# Ансоальд (дипломат)
Ансоальд (лат. Ansoaldus; VII век) — франкский дипломат в 620-х годах.

## Биография
Ансоальд известен из двух раннесредневековый исторических источников: «Хроники» Фредегара и житии святого Элигия.
Первое упоминание о Ансоальде относится предположительно к 628 году, когда в Павию ко двору правителя Лангобардского королевства Ариоальда прибыло посольство от короля франков Хлотаря II. Ансоальд — единственный из участников посольства, названный по имени. Среди прочих вопросов франкско-лангобардских отношений по поручению Хлотаря II послы поинтересовались причиной трёхлетнего заключения лангобардской королевы Гундеберги, дальней родственницы короля франков. Ариоальд ответил, что та придворным Адалульфом была обвинена в государственной измене и супружеской неверности. Узнав об этом, Ансоальд предложил провести над королевой «Божий суд», на что Ариоальд дал согласие. Во время традиционного для такого случая судебного поединка защитник интересов Гундоберги по имени Питтон, нанятый двоюродными братьями королевы Арипертом и Гундопертом, убил Адалульфа. Этим была доказана полная невиновность Гундеберги. Та немедленно была оправдана и возвращена к королевскому двору. Фредегар особо упомянул, что предложение Ансоальда о проведении «Божьего суда» было личной инициативой посла и не входило в список поручений, данных ему королём Хлотарем II. Современные историки отмечают, что такая самостоятельность франкских послов в решении поставленных перед ними задач была достаточно распространённым в то время явлением: например, позднее в отношении той же королевы Гундеберги похожую инициативу проявил посол Авбедон.
Последнее свидетельство о Ансоальде датировано 22 ноября 632 года, когда он в числе других свидетелей подписал хартию короля Дагоберта I, разрешавшую Элигию основать аббатство в коммуне Солиньяк. О дальнейшей судьбе Ансоальда сведений не сохранилось.